# Scotargus enghoffi
Espèce
Scotargus enghoffi est une espèce d'araignées aranéomorphes de la famille des Linyphiidae.

## Distribution
Cette espèce est endémique de La Gomera aux îles Canaries,.

## Description
Les femelles mesurent de 3,0 à 3,2 mm.

## Étymologie
Cette espèce est nommée en l'honneur de Henrik Enghoff.

## Publication originale
- Wunderlich, 1992 : Die Spinnen-Fauna der Makaronesischen Inseln: Taxonomie, Ökologie, Biogeographie und Evolution. Beiträge zur Araneologie, vol. 1, p. 1-619.